# Apă
- Acest articol se concentrează asupra apei așa cum este percepută în viața de zi cu zi.
- Pentru studiul apei ca substanță chimică indispensabilă vieții, a se vedea articolul Apă (moleculă), unde se găsesc toate informațiile privind structura, compoziția și proprietățile apei pure (H2O, denumită în chimie și oxid de hidrogen).

Picături de apă curgând de la un robinet

Apa este un lichid inodor, insipid și incolor (de cele mai multe ori), sau ușor albăstrui sau chiar verzui în straturi groase. Apa este o substanță absolut indispensabilă vieții, indiferent de forma acesteia, fiind unul dintre cei mai universali solvenți. Apa este un compus chimic al hidrogenului și al oxigenului, având formula chimică brută H2O. Apa este una din substanțele cele mai răspândite pe planeta Pământ, formând unul din învelișurile acesteia, hidrosfera.

## Descriere
Pe Pământ, apa există în multe forme, în cele mai variate locuri. Sub formă de apă sărată există în oceane și mări. Sub formă de apă dulce în stare solidă, apa se găsește în calotele polare, ghețari, aisberguri, zăpadă, dar și ca precipitații solide, sau ninsoare. Sub formă de apă dulce lichidă, apa se găsește în ape curgătoare, stătătoare, precipitații lichide, ploi, și ape freatice sau subterane. În atmosferă, apa se găsește sub formă gazoasă alcătuind norii sau fiind difuzată în aer determinând umiditatea acestuia. Considerând întreaga planetă, apa se găsește continuu în mișcare și transformare, evaporarea și condensarea, respectiv solidificarea și topirea alternând mereu. Această perpetuă mișcare a apei se numește ciclul apei și constituie obiectul de studiu al meteorologiei și al hidrologiei.
Apa care este potrivită consumului uman se numește apă potabilă. Conform standardului din România, pentru ca apa să fie potabilă sestonul nu trebuie să depășească 1ml/m³. Pe măsura creșterii populației umane de-a lungul timpului și a folosirii intensive și extensive a resurselor de apă susceptibile de a furniza apă potabilă, problema apei utilizabile a devenit o problemă vitală a omenirii. Apa acoperă 71 % din suprafața Pământului.
Apa este extrem de importantă din punct de vedere fiziologic, economic și industrial. Transportul pe apă este coloana vertebrală a comerțului și a economiei. Volumul de pește capturat în 2017 din apele naturale și acvacultură a depășit 170 de milioane de tone. Centralele hidroelectrice reprezintă o piatră de temelie importantă a dezvoltării durabile, capacitatea totală hidroelectrică a lumii în 2015 fiind de 1.212 GW. În plus, apa este utilizată în sistemele de răcire, încălzire și centralele termoelectrice. Aplicațiile apei în industria chimică și farmaceutică sunt, de asemenea, foarte diverse. Pe de o parte, este un solvent esențial, mediu de reacție în sinteze anorganice și organice ba chiar și reactiv (sinteza de HNO3, H2SO4). Prin reformarea alcanilor sau alcoolilior cu vapori de apă se poate produce gaz de sinteză, iar cracarea cu vapori de apă produce olefine foarte valoroase (etilenă, propilenă). De asemenea, apa joacă un rol semnificativ în sinteza acidului acrilic pe baza oxidării propanului și propilenei. Cercetările intensive se concentrează, de asemenea, pe producerea de apă oxigenată.

## Vȃrsta și formarea apei în univers
Cercetători de la University of Illinois at Urbana-Champaign (Illinois, USA) au descoperit recent (2021) molecule de apă în cele 2 galaxii cu numele SPT0311-58 (depistate în anul 2017) la 12,88 miliarde ani-lumină, deci la 780 milioane ani după Big Bang (ceea ce reprezintă abia 5% din vȃrsta curentă a universului). Descoperirea a avut loc la Observatorul ALMA (Atacama Large Millimeter Array) din deșertul Atacama (Chile).
Combinarea hidrogenului cu oxigenul s-a putut realiza numai pe particule de praf stelar.

## Proprietăți moleculare

### Forme de apă

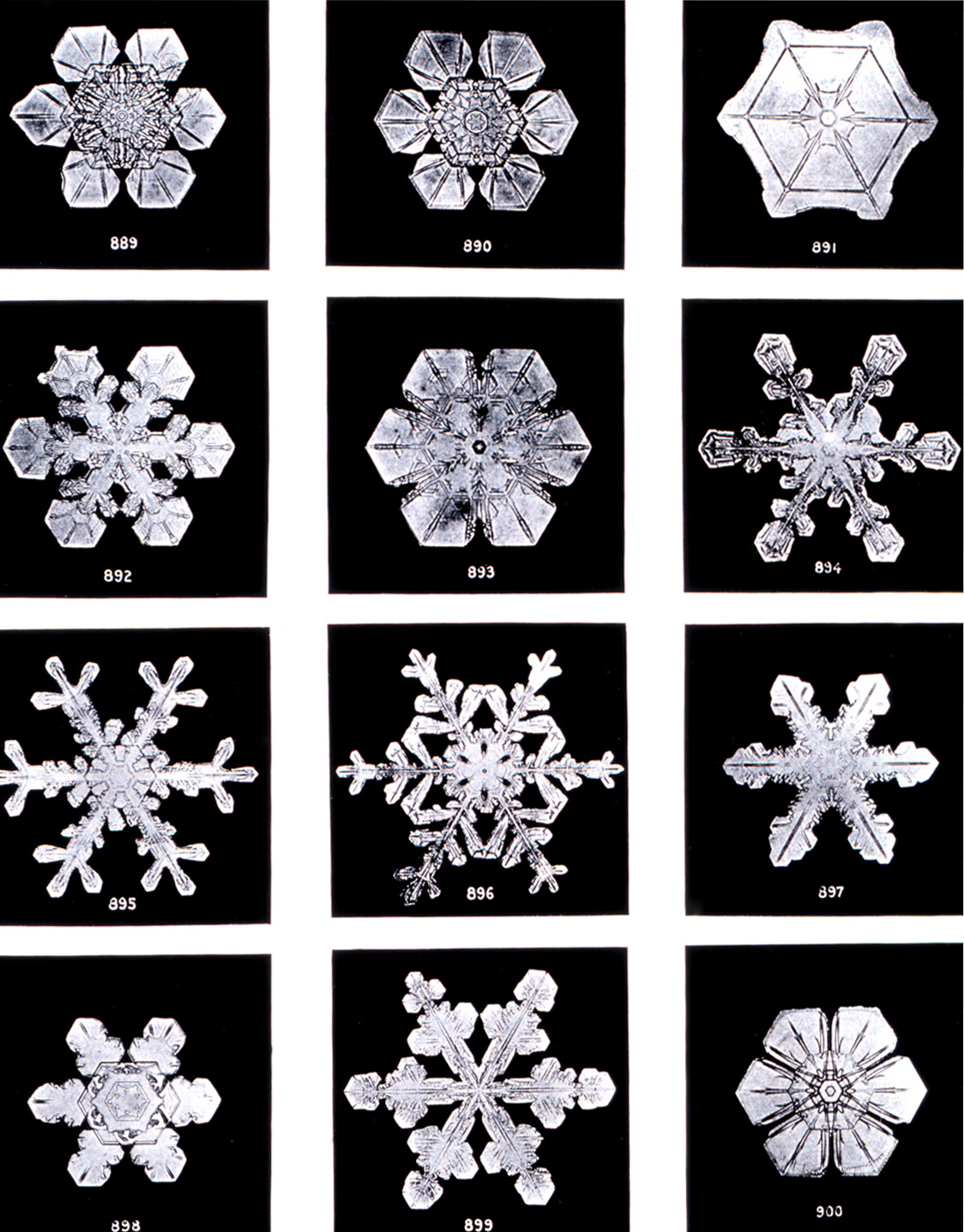
Fulgi de zăpadă de Wilson Bentley, 1902

Apa se găsește sub diverse forme în natură: vapori de apă și nori în atmosferă, valuri și aisberguri în oceane, ghețari la latitudini mici sau altitudini mari, acvifere sub pământ, râuri sau lacuri.
Circuitul apei în natură este fenomenul prin care apa este transferată dintr-o formă într-alta prin evaporare, precipitații și scurgeri de suprafață.
Datorită importanței pe care o are (în agricultură, dar și pentru omenire în general), apei i s-au dat diverse nume în funcție de formele pe care le ia. Ploaia e cunoscută în majoritatea țărilor, pe când alte forme sunt mai puțin întâlnite, și pot fi surprinzătoare când sunt văzute prima dată. Exemple sunt: grindina, zăpada, ceața, roua sau chiciura. Un fenomen conex este curcubeul, întâlnit atunci când lumina se refractă prin particulele de apă din atmosferă.
Apa de la suprafața globului joacă roluri importante în evoluția umană; râurile și irigațiile asigură aportul de apă pentru agricultură, sunt suport pentru transportul maritim sau fluvial, fie comercial sau de agrement. O apă cu insuficienți nutrienți se numește oligotrofă. Scurgerea apei pe suprafața terestră este mecanismul prin care eroziunea sculptează mediul natural, duce la crearea văilor și deltelor cu suprafețe fertile favorabile dezvoltării de centre umane. De asemenea, apa se infiltrează în sol, ajungând în pânza de apă freatică. Această apă freatică ajunge din nou la suprafață sub forma izvoarelor, sau a izvoarelor termale și gheizerilor. Apa freatică este de asemenea extrasă artificial prin puțuri și fântâni.
Deoarece apa poate conține numeroase substanțe diferite, poate avea gusturi sau mirosuri foarte diferite. De fapt, oamenii și alte animale și-au format simțurile pentru a putea evalua calitatea apei: de obicei, animalele evită apa cu gust sărat (apă de mare) sau putred de mlaștină preferând apa unui izvor montan sau apa freatică.

### Apa în biologie și civilizația umană
Din punct de vedere biologic, apa are numeroase proprietăți indispensabile proliferării vieții, care o deosebesc de celelalte substanțe. Apa își îndeplinește acest rol, permițând compușilor organici să reacționeze în moduri care să permită în cele din urmă replicarea. Este un bun solvent și are o tensiune superficială ridicată, permițând astfel mișcarea compușilor organici și a organismelor vii. Apa proaspătă are densitatea maximă la 4 °C, această densitate scăzând pe măsură ce apa se răcește, se încălzește sau îngheață. Fiind o moleculă polară stabilă dominantă în atmosferă, joacă un rol important în absorbția radiației infraroșii, crucială în cadrul efectului de seră, fără de care temperatura medie la suprafața Terrei ar fi de -18° Celsius. Apa are de asemenea o capacitate termică masică neobișnuit de mare (4181,3 J/kg·K la presiunea de 1 bar și temperatura de 25 °C), care joacă mai multe roluri în reglarea climatului global și regional, precum Curentul Golfului, permițând existența vieții. Deoarece absoarbe foarte mult infraroșiile, are o foarte ușoară nuanță albastră, datorită eliminării unei mici cantități de lumină roșie care o traversează. Culoarea albastră poate fi observată numai când apa este în cantitate mare, de exemplu în lacuri, mări sau oceane. În plus, apa are o căldură latentă de vaporizare mare, de 2262 kJ/kg la presiunea de 1 bar și temperatura de 98 °C (dar de 2442 kJ/kg la presiunea de 0,0317 bar, presiunea de saturație la temperatura de 25 °C), care are o influență mare asupra climatului și a transferului de căldură între ocean și atmosferă.  
Apa este un foarte bun solvent, similar din punct de vedere chimic cu amoniacul, și dizolvă multe tipuri de substanțe, precum diferite săruri și zahărul, și facilitează reacțiile chimice ale acestora, lucru care permite un metabolism complex.
Unele substanțe însă nu se amestecă cu apa, cum e de exemplu petrolul, și alte substanțe hidrofobe. Membranele celulare, compuse din lipide și proteine, profită de această proprietate, controlând interacțiunea dintre ele și mediul extern. Acest lucru este ușurat de tensiunea superficială a apei.
Picăturile de apă sunt stabile datorită tensiunii superficiale mari datorată puternicelor forțe intermoleculare numite forțe de coeziune. Acest lucru este evident atunci când mici cantități de apă ajung pe o suprafață insolubilă, precum polietena: apa rămâne sub formă de picături. Totuși, pe sticlă extrem de curată apa formează o peliculă subțire deoarece forțele dintre moleculele de apă și de sticlă (forțele de adeziune) sunt mai mari decât forțele de coeziune. Acest lucru este foarte important în cadrul transpirației plantelor.
În celulele și organismele biologice, apa se află în contact cu suprafețele membranoase proteice care sunt hidrofile, adică prezintă o puternică atracție pentru apă. Langmuir a observat o puternică forță de respingere între suprafețele hidrofile. Pentru a deshidrata suprafețele hidrofile este necesar un efort deosebit pentru învingerea acestor forțe, numite forțe de hidratare. Aceste forțe sunt foarte puternice, dar valoarea lor scade rapid pe distanțe mai mici de un nanometru. Importanța lor în biologie a fost studiată de Adrian Parsegian. Prezintă importanță în special atunci când celulele sunt deshidratate prin expunerea la atmosferă uscată sau la îngheț extracelular.
O proprietate simplă, dar unică și extrem de importantă pentru mediu, este că în forma sa solidă, de gheață, plutește pe lichid. Forma solidă a apei are o densitate mai mică decât a apei lichide, datorită geometriei punților de hidrogen care se formează doar la temperaturi mai joase. Pentru aproape toate substanțele și pentru toate celelalte 11 stări neobișnuite ale apei, cu excepția gheții-XI, starea solidă este mai densă decât cea lichidă. Apa proaspătă este cea mai densă la 4 °C, și se va scufunda prin convecție pe măsură ce se răcește la acea temperatură, iar dacă se răcește în continuare se va ridica. Datorită aceste proprietăți, apa de adâncime va fi mai caldă decât apa înghețată, de suprafață, astfel încât gheața se va forma începând de la suprafață și se va extinde în jos, iar cea mai mare parte a apei de dedesubt va rămâne constantă la 4 °C. Astfel, fundul unui lac, mare sau ocean este practic izolat de frig, permițând supraviețuirea speciilor de animale. Aproape toate celelalte substanțe chimice sunt mai dense în stare solidă și îngheață de la fund spre suprafață.
Viața pe Pământ a evoluat și s-a adaptat acestor proprietăți ale apei. Existența formelor solidă, lichidă și gazoasă ale apei pe Pământ a reprezentat un factor important pentru colonizarea diferitelor medii ale planetei de către forme de viață adaptate variatelor, și adesea extremelor, condiții de viață.
În istorie, civilizațiile s-au dezvoltat cu precădere pe malurile râurilor sau mărilor: Mesopotamia, așa-numitul leagăn al civilizației este situată între două râuri, Egiptul antic a înflorit pe malurile Nilului, iar marile metropole, precum Londra, Paris, New York și Tokio își datorează succesul în parte accesibilității oferite de situarea lângă o apă, și înflorirea comercială rezultată. Insulele cu porturi sigure, precum Singapore și Hong Kong, s-au dezvoltat tocmai din acest motiv. În locuri precum Africa de Nord și Orientul Mijlociu, unde apa nu se găsește în abundență, accesul la apă potabilă a fost și este o mare problemă în dezvoltarea comunităților umane.
O greșeală des întâlnită este aceea că apa este un bun conductor de electricitate. Toate proprietățile electrice ale apei se datorează ionilor sărurilor minerale dizolvate în ea și dioxidului de carbon dizolvat în ea. Apa prezintă auto-ionizare (două molecule de apă se transformă într-un anion de hidroxid și un cation de hidroniu) însă doar la un nivel aproape imperceptibil.

## Pozițiile astronomice ale Pământului și influența lor asupra maselor mari de apă

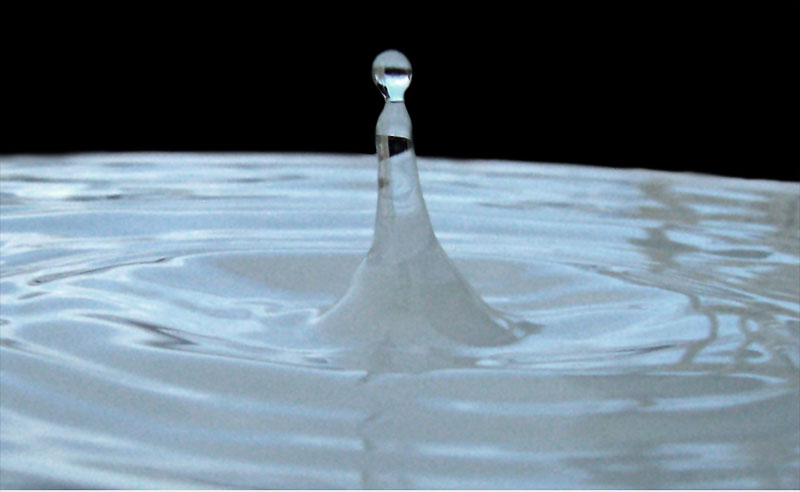
Căderea unei picături de apă.

Coexistența stărilor solidă, lichidă și gazoasă a apei pe Pământ este vitală pentru originea, evoluția și continuarea existenței vieții pe Terra. Totuși, dacă s-ar schimba poziția planetei față de Soare, chiar cu o distanță relativ mică (1 000 000 km), condițiile care permit existența simultană a celor trei stări nu ar mai avea loc cu atâta ușurință.
Masa Pământului permite atracției gravitaționale să păstreze o atmosferă în jurul planetei. Vaporii de apă și dioxidul de carbon din atmosferă creează un efect de seră care asigură o temperatură de suprafață relativ constantă. Dacă Pământul ar avea dimensiuni mai mici, o atmosferă mai subțire ar duce la temperaturi extreme care să nu permită acumularea apei decât în calotele glaciare din jurul polilor (așa cum se întâmplă pe planeta Marte).
Distanța dintre Pământ și Soare și combinația dintre radiația solară primită și efectul de seră al atmosferei asigură ca suprafața sa să nu fie nici prea rece și nici prea fierbinte pentru apa lichidă. Dacă Pământul ar fi mai depărtat, apa ar îngheța, iar dacă ar fi mai apropiat de Soare, temperatura de suprafață mai ridicată ar împiedica formarea calotelor glaciare, sau ar cauza existența apei doar sub formă de vapori. În primul caz, Pământul ar absorbi mai multă energie solară din cauza albedoului redus al oceanelor, iar în al doilea ar rezulta un efect de seră scăpat de sub control și condiții neospitaliere similare celor de pe planeta Venus.
S-a propus că însăși viața păstrează condițiile care i-au permis existența. Temperatura de suprafață a Pământului a fost relativ constantă de-a lungul erelor geologice în ciuda variațiilor radiației solare, lucru care ar indica existența unui proces dinamic ce guvernează temperatura Terrei printr-o combinație de efect de seră și albedou atmosferic și de suprafață. Această propunere poartă numele de Ipoteza Gaia.

## Utilizarea apei de către oameni

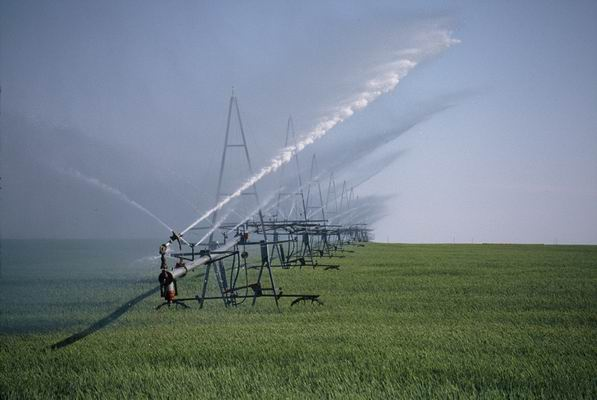
Sistem de irigații în New Jersey

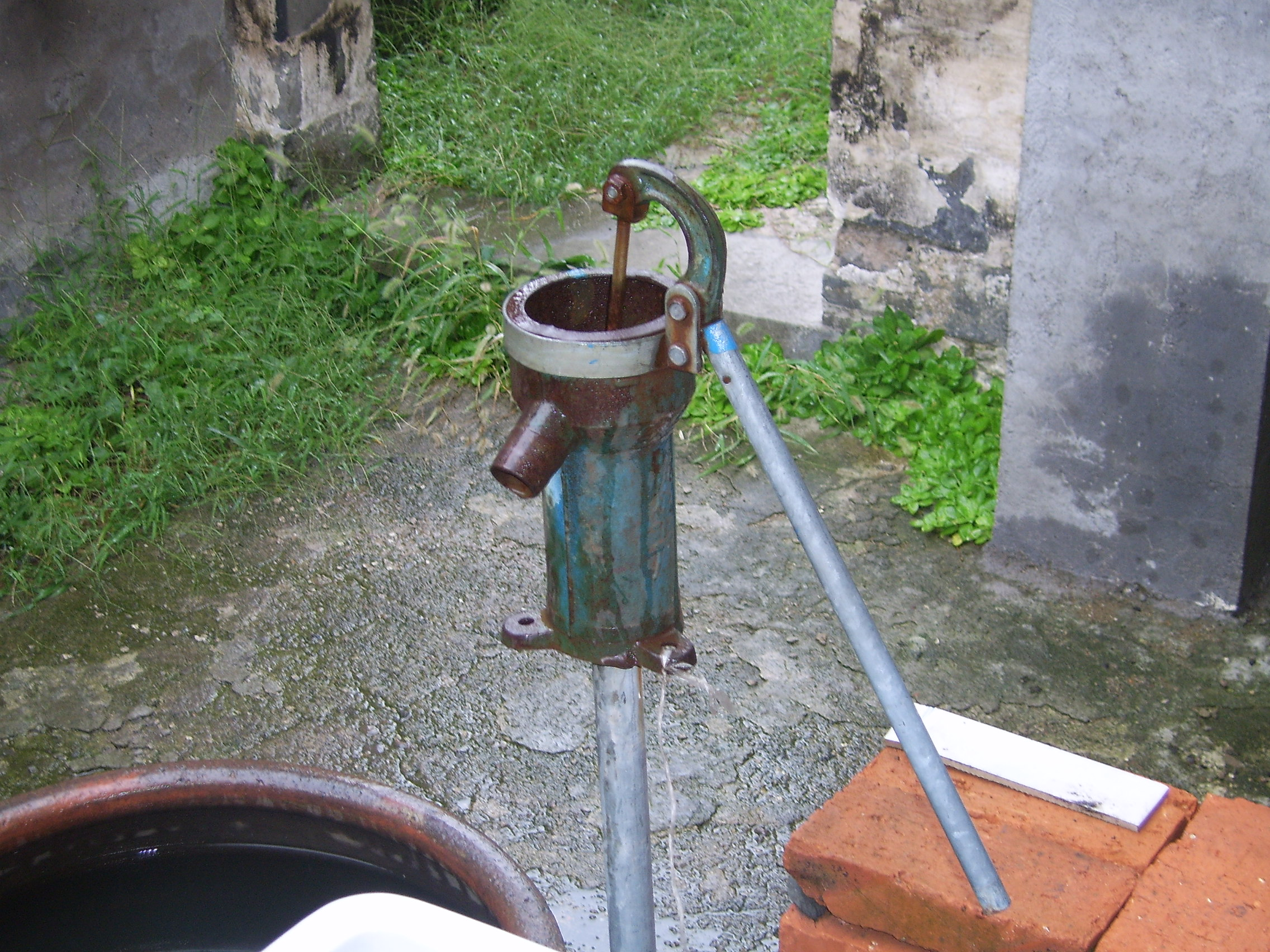
Pompă de apă manuală în China.

Toate formele de viață cunoscute depind de apă. Apa este o parte vitală în multe din procesele metabolismului din interiorul organismului. Cantități semnificative de apă sunt utilizate de organism în digestia hranei. (Notă: unele bacterii și semințe de plante pot intra într-o stare criptobiotică pentru o perioadă nedeterminată, atunci când sunt deshidratate, ca apoi să revină la viață când reajung într-un mediu umed.)
Aproape 72 % din masa corpului uman fără grăsimi este apă. Pentru o bună funcționare, corpul necesită între doi și șapte litri de apă pe zi pentru a evita deshidratarea, cantitatea exactă depinzând de nivelul de activitate, temperatură, umiditate și alți factori. Nu este cunoscută cu exactitate cantitatea de apă necesară a fi consumată de o persoană sănătoasă. Oricum, pentru cei care au probleme de rinichi este dificil să bea prea multă apă, dar periculos să bea prea puțină, mai ales într-un ambient cald și umed sau în timpul exercițiilor fizice. Se întâmplă totuși ca oamenii să consume mult mai multă apă în timpul exercițiilor fizice decât este necesar, expunându-se astfel riscului de intoxicație cu apă, care de cele mai multe ori este fatală. „Obligativitatea” consumării a opt pahare de apă pe zi de o persoană, nu este argumentată științific. Dieteticienii și nutriționiștii spun că aceasta este cantitatea de apă recomandată a fi consumată pe zi - în engleză RDI (Recommended Daily Intake).  Arhivat în 20 aprilie 2010, la Wayback Machine.. Ultimele rapoarte referitoare la regimul alimentar ale Consiliului Național de Cercetare National Research Council recomandă un consum pentru femei de 2,7 litri de apă în total (incluzând și sursele de apă din alimente) și, respectiv, 3,7 litri pentru bărbați . Apa se pierde din organism prin urină și fecale, prin transpirație și prin respirație (expirație de vapori).
Corpul uman are nevoie de apă care nu conține prea multă sare sau alte impurități. Printre impuritățile frecvent întâlnite se numără chimicalele și/sau bacterii periculoase, cum ar fi crypto sporidium. Unele substanțe sunt însă acceptabile și chiar necesare ca și prezență în apă pentru intensificarea gustului și pentru asigurarea necesarului de electroliți.

## Apa ca o sursă prețioasă

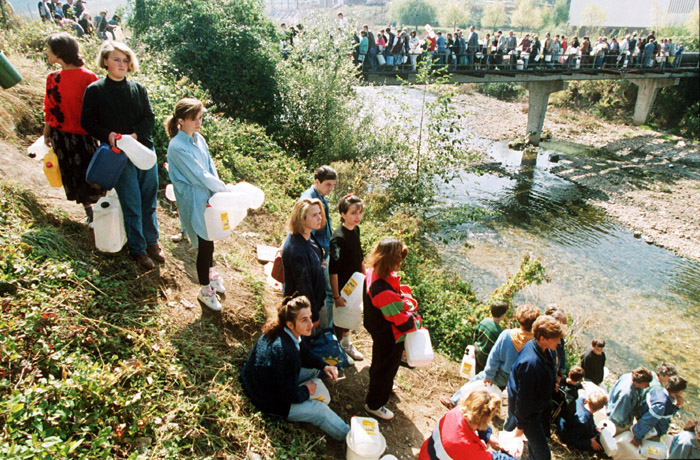
Oameni stând la coadă pentru apă în timpul asediului de la Sarajevo.

Datorită creșterii populației mondiale și a altor factori, tot mai puțini oameni beneficiază de apă potabilă. Problema apei poate fi rezolvată prin creșterea producției, o distribuție mai bună, și economisirea resurselor deja existente. Din acest motiv, apa este o resursă strategică pentru multe țări. Au existat de-a lungul timpului mai multe conflicte pentru accesul la apă și controlul acesteia. Experții prevăd mai multe conflicte viitoare din cauza creșterii populației mondiale și creșterii contaminării prin poluare și încălzire globală.

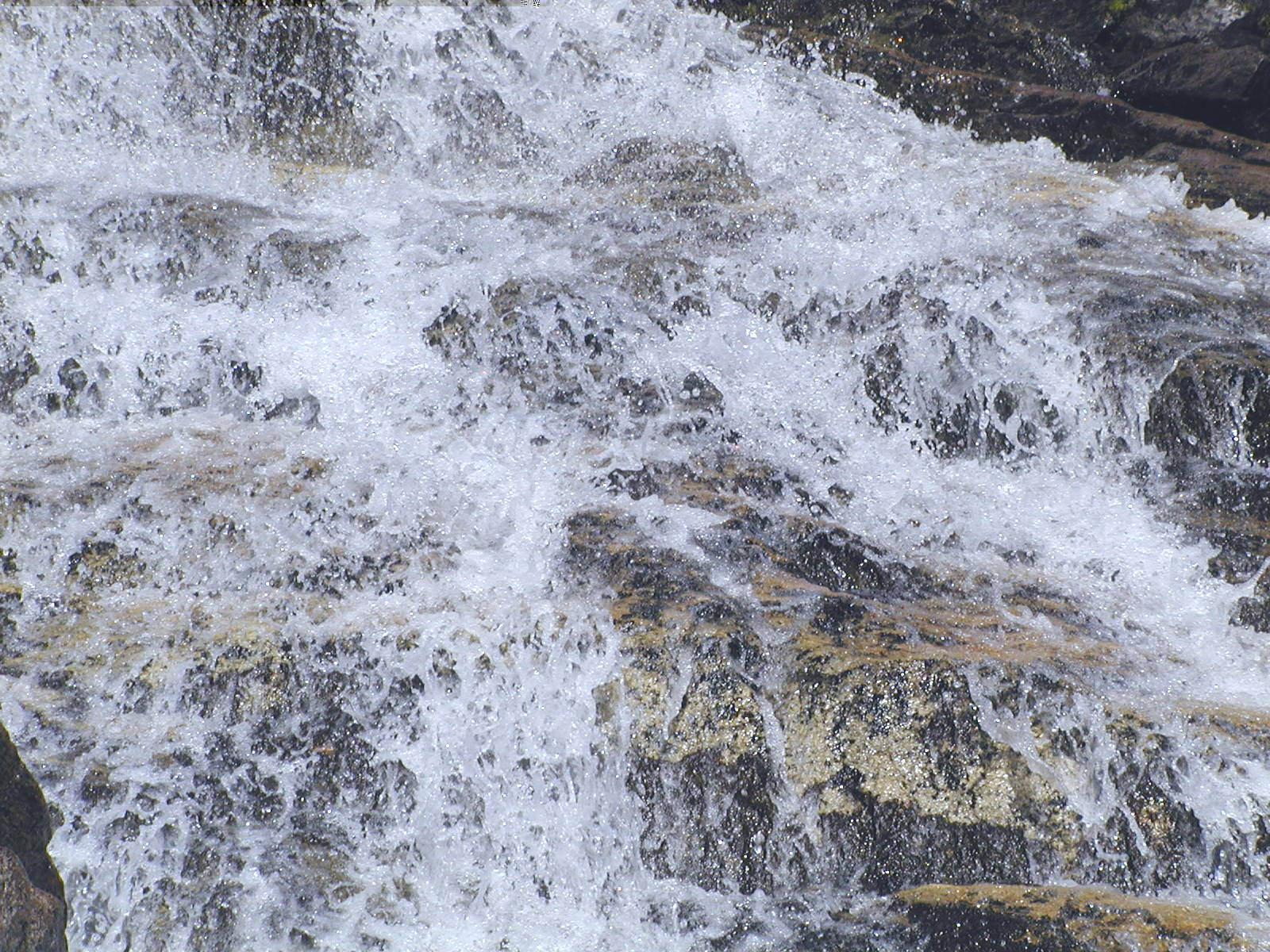
Un pârâu de munte

Raportul UNESCO despre dezvoltarea apei (WWDR, 2003) din cadrul Programului de Evaluare a Apei pe Plan Mondial arată că, în următorii 20 de ani, cantitatea de apă potabilă disponibilă va scădea cu 30 %. 40 % dintre locuitorii lumii nu au apă curată suficientă pentru o igienă minimală. Peste 2,2 milioane de oameni au murit în 2000 de boli legate de consumul de apă contaminată sau din cauza secetei. În 2004, o organizație engleză, WaterAid, a raportat că un copil moare la fiecare 15 secunde din cauza bolilor legate de apă ce ar putea fi ușor prevenite.
Se prevede că apa ar putea deveni prețioasă precum petrolul, lucru care ar face din Canada, ce are această resursă din abundență, cea mai bogată țară din lume.
În 2005, în SUA, prețurile mari ale benzinei au provocat îngrijorare și au existat temeri pentru o criză globală, însă consumatorii nu ezitau să plătească prețuri duble pentru aceeași cantitate, dar de apă îmbuteliată.
Apa potabilă este mai valoroasă decât oricând în istoria noastră, fiind folosită extensiv în agricultură și industrie, și primește din ce în ce mai multă atenție pentru a fi folosită judicios pentru generațiile viitoare.

## Regularizarea distribuției apei
Apa potabilă este de obicei colectată la izvoare sau este extrasă din puțuri artificiale. Construirea mai multor asemenea puțuri ar fi o metodă pentru a produce mai multă apă, presupunând că pânza de apă freatică poate să asigure un debit adecvat. Alte surse de apă sunt ploile și apa din râuri și lacuri. Apa de suprafață trebuie însă purificată înaintea consumului de către om. Purificarea implică îndepărtarea substanțelor nedizolvate sau dizolvate, precum și a bacteriilor periculoase. Cele mai folosite metode sunt filtrarea cu nisip, pentru îndepărtarea materiilor nedizolvate, și tratarea cu clor și fierberea pentru uciderea bacteriilor periculoase. Distilarea îndeplinește toate cele trei sarcini. Există și tehnici mai avansate, precum osmoza inversă. Desalinizarea apei sărate din mări și oceane este o soluție mai scumpă utilizată în climatele aride de coastă.
Distribuția apei potabile are loc fie printr-un sistem de distribuție, fie îmbuteliată. În multe țări există programe de distribuire gratuită a apei în caz de necesitate.
Reducerea risipirii apei, adică utilizarea apei potabile doar pentru consumul uman, ar fi o altă soluție. În unele orașe, precum Hong Kong, apa de mare este folosită pe scară largă, de exemplu la toalete, în scopul conservării resurselor de apă potabilă. Poluarea apei ar putea fi cel mai mare consumator inutil de apă, risipind această resursă, indiferent de beneficiile aduse poluatorului. Medicamentele consumate de oameni ajung deseori în canalizare și au efecte negative asupra vieții acvatice dacă se acumulează și nu sunt biodegradabile.

## Impactul apei asupra religiei și filozofiei

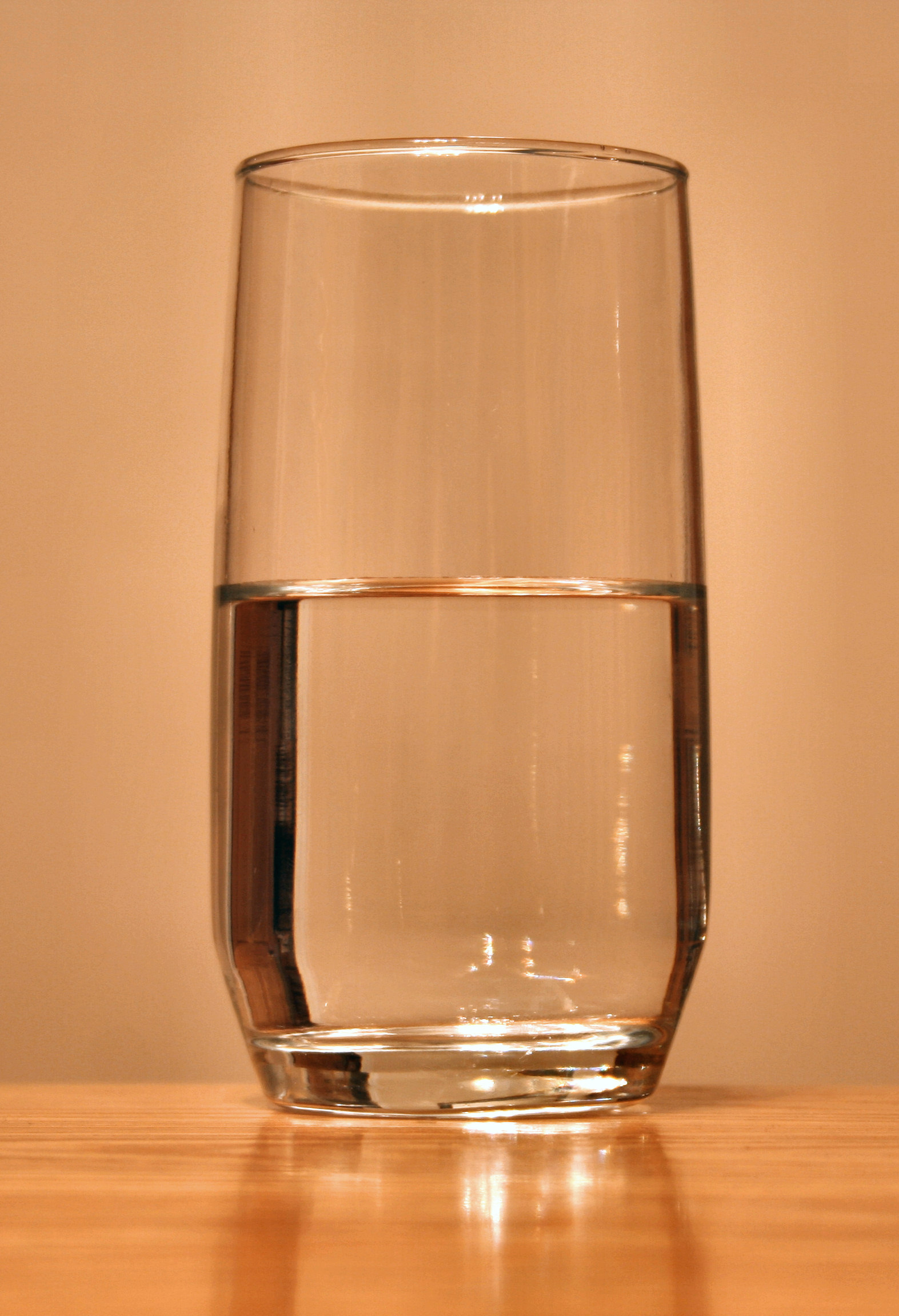
Pahar cu apă

Apa este considerată purificatoare în majoritatea religiilor, incluzând hinduismul, creștinismul, islamul, iudaismul și șintoismul. Spre exemplu, botezul în bisericile creștine este făcut cu apă. În plus, o baie ritualică (Mikve în iudaism) în apă pură este făcută celor decedați în multe religii, incluzând iudaismul și islamismul. În islamism, cele cinci rugăciuni zilnice, pot fi efectuate doar după spălarea corpului cu apă curată (Wudu). Apa este geneza tuturor.
În șintoism, apa este utilizată aproape în toate ritualurile pentru curățirea unei persoane sau a unui loc. Apa este menționată în biblie de 442 de ori, respectiv de 363 de ori, în versiunile sale engleze internaționale sau, ca acronim, NIV) și în cea cunoscută sub numele de Versiunea regelui James. În secțiunea 2 Peter 3:5(b) se afirmă textual: ... „și pământul a fost format din apă și de către apă.” (NIV)
Se crede adesea despre apă că ar avea puteri spirituale. În mitologia celtică, de pildă, Sulis este zeița locală a apelor termale; în hinduism, apa este personificată ca o zeiță sub numele de Ganga. De asemenea, diferiți zei pot patrona diferite izvoare, râuri sau lacuri. În mitologiile romană și greacă, Peneus a fost un zeu-fluviu, unul dintre cele 3.000 de oceanide.
Filozoful antic grec Empedocles a elaborat o întreagă doctrină filozofică (un fel de teorie pre-atomistă a lumii) bazată pe cele patru concepte fundamentale ale Universului care erau reprezentate în lumea reală, conform teoriei sale, de patru elemente fundamentale, apă, aer, foc și pământ.
În filozofia clasică chineză, apa, ca element al filozofiei clasice, era unul din cele cinci elemente constituente ale naturii, alături de pământ, foc, lemn și metal.

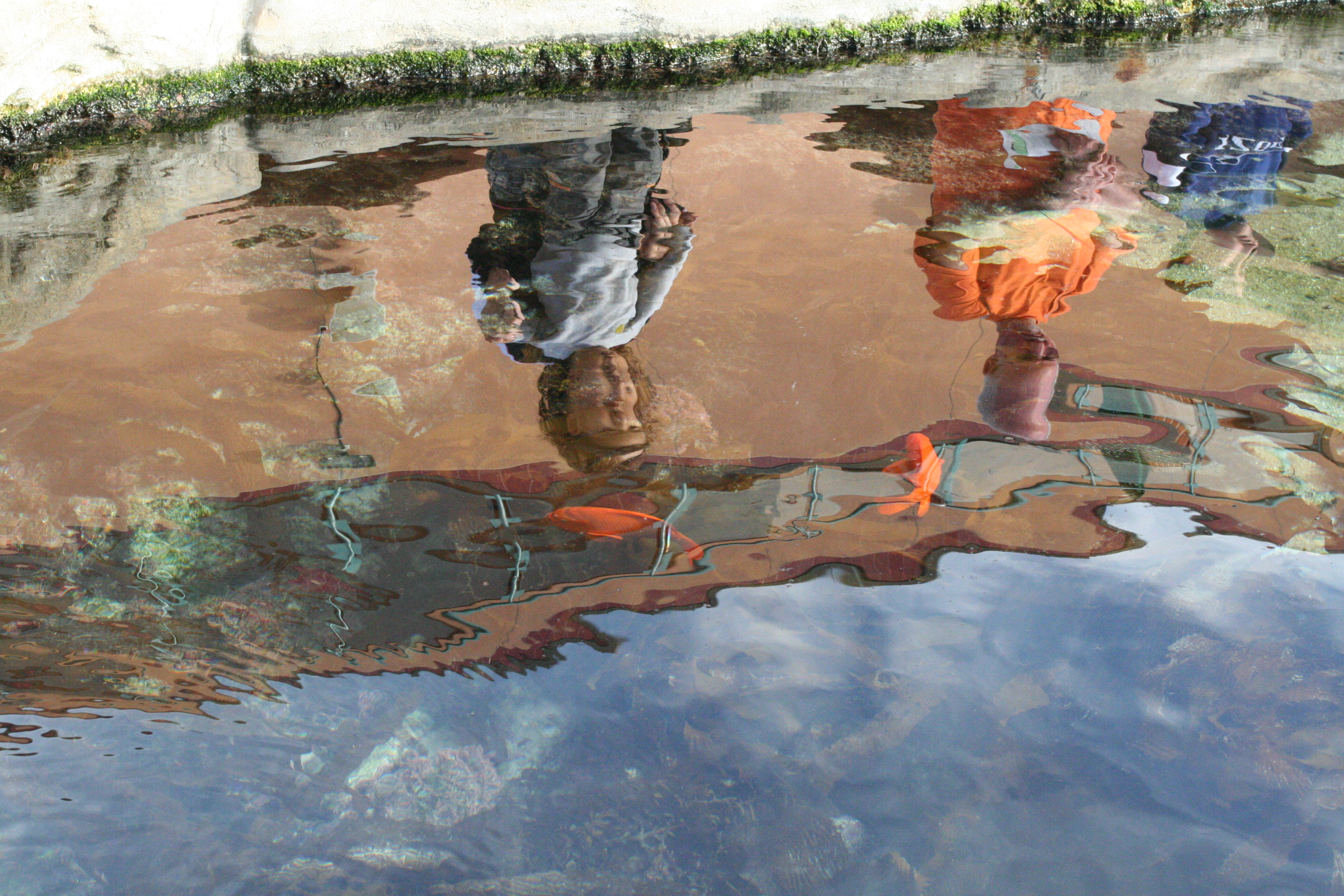
Imaginea a trei oameni reflectată în apa unui bazin cu pești
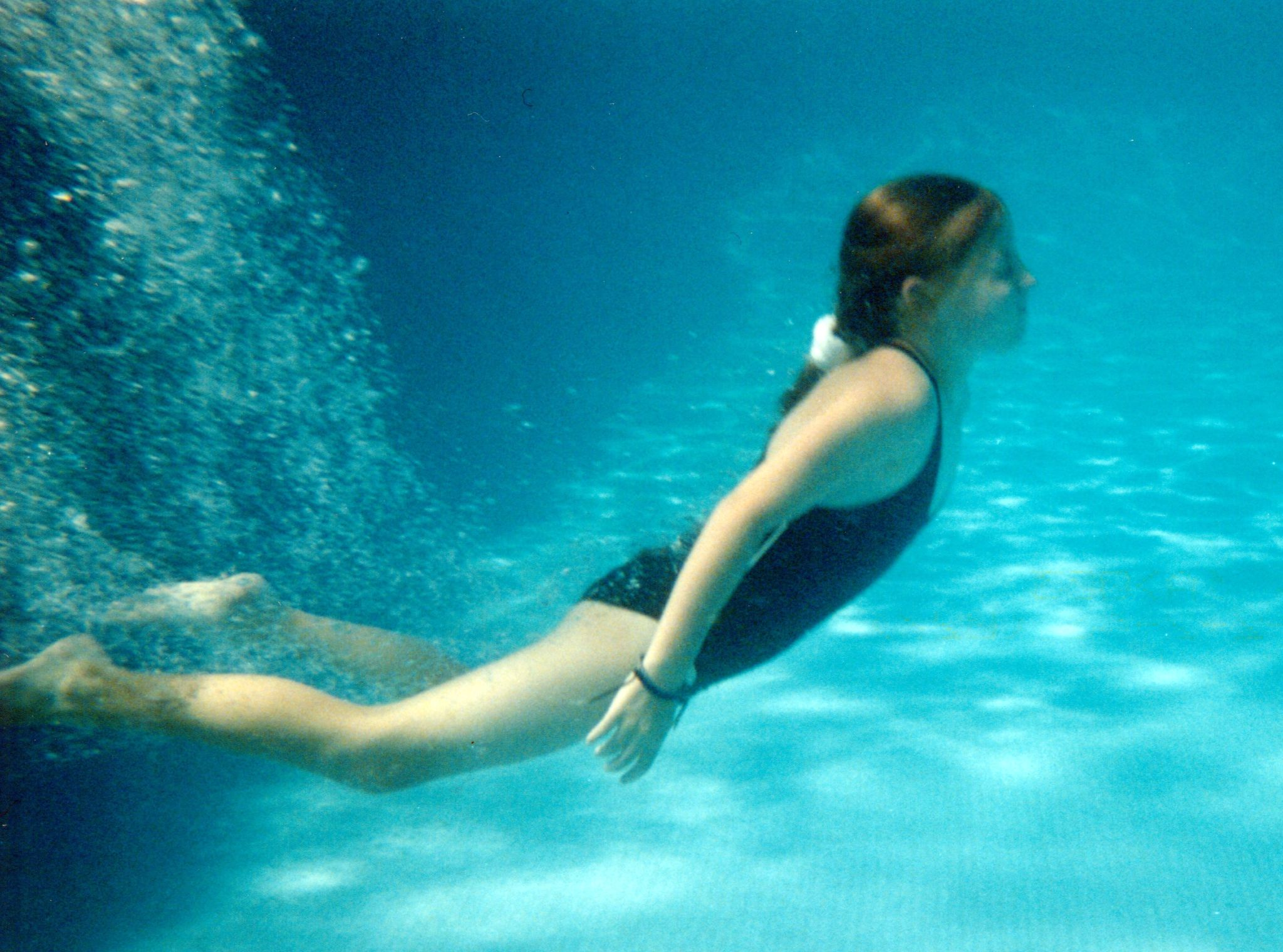
O fată într-un bazin de înot

## Apa înUnivers
În afara Pământului existența apei a fost dovedită pe multe corpuri cerești, ca de exemplu:
- Enceladus, satelit al lui Saturn
- Europa, satelit al lui Jupiter
- Marte
- Luna

Apa este una dintre condițiile presupusei vieți extraterestre.

### Apa ca resursă naturală

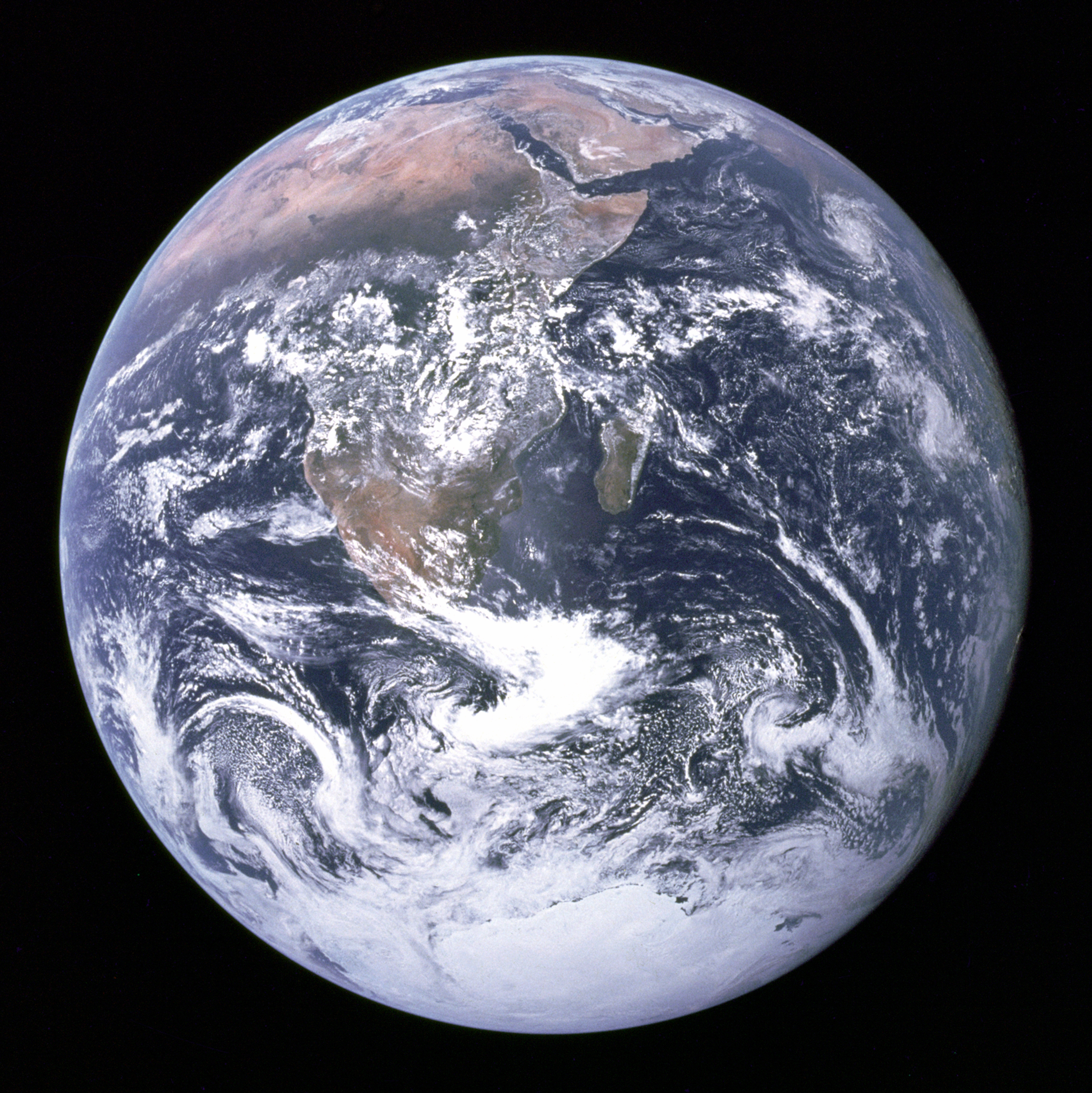
71 % - Н_{2}O

- Gleick, Peter H.  Washington: Island Press, ed. The World's Water: The Biennial Report on Freshwater Resources.
- Postel, Sandra.  New York: Norton Press, ed. Last Oasis: Facing Water Scarcity.
- Anderson. Water Rights: Scarce Resource Allocation, Bureaucracy, and the Environment.
- de Villiers, Marq. Water: The Fate of Our Most Precious Resource.
- Raines Ward, Diane. Water Wars: Drought, Flood, Folly and the Politics of Thirst.
- Lowi, Miriam R. Water and Power: The Politics of a Scarce Resource in the Jordan River Basin.
- Worster, Donald. Rivers of Empire: Water, Aridity, and the Growth of the American West.
- Reisner, Marc. Cadillac Desert: The American West and Its Disappearing Water.
- Clarke, Maude (2003). Blue Gold: The Fight to Stop the Corporate Theft of the World's Water. |first2= lipsă |last2= în Authors list (ajutor)
- Vandana, Shiva (2002). Water Wars: Privatization, Pollution, and Profit.
- Roddick, Anita (2004). Troubled Water: Saints, Sinners, Truth And Lies About The Global Water Crisis.